# Calyptophilus frugivorus
Calyptophilus frugivorus е вид птица от семейство Тангарови (Thraupidae). Видът е световно застрашен, със статут Уязвим.

## Разпространение
Видът е разпространен в Доминиканската република и Хаити.